# Sparbanken Skånes Solcellspark
Sparbanken Skånes Solcellspark invigdes 2019 och var då Sverige största solcellpark med 21 120 solpaneler vid Sjöbo elnäts kraftstation i Tågra, i Sjöbo kommun. Det är även den första stora parken i Sverige som ägs av helt privata aktörer.
Solcellsparken invigdes den 13 juni 2019 och upptar ett område på tolv hektar. Anläggningens toppeffekt är 5,8 MW, och den uppskattade årliga produktionen anges till 6 300 MWh vilket motsvarar en medeleffekt på 720 kW eller cirka 12 procent av toppeffekten. Produktionen räcker till ungefär 1200 hushåll med en årsförbrukning på 5 250 kWh. Kostnaden anges till 40 miljoner kronor. Detta förväntas ge avkastning genom försäljning av elabonnemang till privata intressenter samt kapitalstarka aktörer som vill köpa andelar i projektet.
Bakom uppförandet av solparken står energibolaget SVEA Solar, i samarbete med investerare och lokala markägare.
Sparbanken Skåne har förbundit sig att i 10 år framöver köpa hela sin förbrukning av el på cirka 2 GWh/år från solcellsparken som dessutom fått bankens namn.